# Arctophila bombiforme
Arctophila bombiforme је инсект из реда двокрилаца (Diptera).

## Распрострањење
Ова врста осолике муве (Syrphidae) је распрострањена у већем делу Европе, а у Србији је забележена на неколико виших планина. У Србији се јавља на Старој Планини, Власини, Копаонику, Пештерској висоравни, Јадовнику и др.

## Опис и станиште
Ово је бумбаролика и длакава осолика мува, крупнија у односу на преостале европске врсте. Полни диморфизам је слабо изражен и огледа се у одвојеношћу, тј. спојеношћу очију. Станиште ове врсте у Србији чине тресаве, влажне ливаде и рубови шума, на којима се често јављају биљке родова Scabiosa, Succisa и Knautia.

## Биологија
Ларва ове врсте се развија у воденој средини богатој органском материјом. У Србији је забележено размножавање и полагање јаја у блату, често на местима где се поји стока.